# Étoile du football
Der Étoile du football (niederländisch Voetbal Ster) war eine Auszeichnung, die von 2005 bis 2009 an die herausragendste Fußballspielerin Belgiens verliehen wurde. Der Preis war vergleichbar mit dem Belgischen Goldenen Schuh, der seit 1954 jedes Jahr an den herausragendsten Spieler der höchsten belgischen Fußballliga im Herrenfußball vergeben wird. Nach einigen Jahren ohne namhafte Auszeichnung wurde im Jahre 2015 der Sparkle ins Leben gerufen und im Jahre 2017 zudem der Belgische Goldene Schuh im Frauenfußball.
Neben dem Étoile du football gab es auch noch eine zweite Auszeichnung mit dem Namen Petite Étoile du football, die, ebenfalls von 2005 bis 2009, an die beste Spielerin der zweithöchsten belgischen Frauenfußballliga vergeben wurde.

## Titelträgerinnen des Étoile du football
| Jahr | Spieler         | Nationalität | Verein              |
| ---- | --------------- | ------------ | ------------------- |
| 2005 | Femke Maes      | Belgien      | KFC Rapide Wezemaal |
| 2006 | Nadia Dermul    | Belgien      | RSC Anderlecht      |
| 2007 | Femke Maes      | Belgien      | KFC Rapide Wezemaal |
| 2008 | Janice Cayman   | Belgien      | DVC Eva’s Tienen    |
| 2009 | Maud Coutereels | Belgien      | Standard Lüttich    |

## Titelträgerinnen des Petite Étoile du football
| Jahr | Spieler       | Nationalität | Verein       |
| ---- | ------------- | ------------ | ------------ |
| 2005 | 0             | 0            | 0            |
| 2008 | Els Depreter  | Belgien      | DVK Haacht   |
| 2007 | 0             | 0            | 0            |
| 2008 | Els Alkemande | Belgien      | DVK Haacht   |
| 2009 | Jana Coryn    | Belgien      | Davo Waregem |